# Édouard Baumann
Édouard André Baumann (* 4. März 1895 in Paris; † 12. April 1985 in Boulogne-Billancourt) war ein französischer Fußballspieler. Er nahm an zwei olympischen Fußballturnieren teil.

## Karriere
Baumann spielte auf Vereinsebene in seiner Heimatstadt für den Racing Club und  den Club athlétique de la Société générale.
Zwischen 1920 und 1924 bestritt er acht Spiele für die französische Nationalmannschaft.
Sein Länderspieldebüt gab Baumann am 29. Februar 1920 im Genfer Parc des Sports beim 2:0-Sieg im Freundschaftsspiel gegen die Schweiz. Im selben Jahr wurde Baumann für das französische Aufgebot bei den Olympischen Spielen 1920 in Antwerpen nominiert. Baumann kam in den beiden Partien seiner Mannschaft gegen Italien und die Tschechoslowakei zum Einsatz.
Vier Jahre später stand er bei den Olympischen Spielen 1924 in Paris erneut im französischen Aufgebot. Vor heimischem Publikum wurde Baumann beim 7:0 im Achtelfinalspiel gegen Lettland eingesetzt. Es war gleichzeitig sein letztes Länderspiel. Für das Viertelfinalspiel gegen den späteren Olympiasieger Uruguay wurde er nicht mehr berücksichtigt.